# Hohenbergia proctorii
Hohenbergia proctorii är en gräsväxtart som beskrevs av Lyman Bradford Smith. Hohenbergia proctorii ingår i släktet Hohenbergia och familjen Bromeliaceae.
Artens utbredningsområde är Jamaica. Inga underarter finns listade i Catalogue of Life.